# Église Sainte-Dévote de Monaco
L’église Sainte-Dévote (monégasque : ge̍ija de Santa Devota) est une église paroissiale monégasque située dans le quartier du ravin de Sainte-Dévote. Un cimetière est créé près de l’église « en dehors de la chapelle, où sont les cyprès, en direction de la montagne, et tout près du rocher ».

## Histoire
Une modeste chapelle est construite avant 1070 à proximité d’une grotte dans le vallon des Gaumates à l’endroit où, d’après la tradition, a été enseveli le corps de sainte Dévote. À l'occasion des invasions des Sarrasins, les restes de la martyre ont été mis en sécurité au monastère de Cimiez à Nice, dont dépendait la juridiction du territoire. Ayant échappé au danger de profanation, ils ont été transférés dans son église. En 1075, avec le monastère de Cimiez, elle passe sous la juridiction des bénédictins de l’abbaye de Saint-Pons.
La chapelle subit des restaurations et agrandissements successifs, notamment en 1476, 1606, 1637 et 1870.
Le prince Antoine Ier la dote d’un autel de marbre polychrome orné sur le devant du blason des Grimaldi et provenant de la chapelle palatine.
L’église actuelle est édifiée sous le prince Charles III et inaugurée le 25 janvier 1871. Trois médaillons représentent des scènes de la vie de la sainte tandis qu’une châsse renfermant les reliques est exposée sur l’autel qui lui est dédié.
La Sainte-Dévote étant célébrée le 27 janvier, le 26, après un court office religieux dans l’église paroissiale, a lieu l’embrasement d’une barque, rappel émouvant de l’embarcation qui en l’an 312 portait le corps mutilé d’une jeune fille appelée Devota.
Les vitraux sont de Nicolas Lorin de Chartres. Ils sont détruits pendant les bombardements de Monaco durant la Seconde Guerre mondiale et restauré par Fassi Cadet de Nice en 1948.

## Statue
La statue officielle de la sainte, de grandeur naturelle, se tient devant l'église.
La barque est en marbre gris "Bardiglio foncé uni" des carrières de Carrare. La statue en elle-même est en bronze à patine vert-antique, tenant une colombe de bronze laquée blanc. Commandée par le prince Rainier III au sculpteur Cyril de La Patellière, elle a été inaugurée le 26 janvier 1997 en présence de la famille princière et de l'artiste.
Une réplique de la statue est offerte à toutes les paroisses de la Principauté.
Un portrait en pied et à la sanguine du même artiste est dans la décoration intérieure de l'église.

## Traditions
En 1956, le jour de son mariage et après la célébration en la cathédrale de Monaco, la princesse de Monaco Grace Kelly a déposé son bouquet de mariage en l'église de Sainte-Dévote. En avril 2011, la nouvelle princesse Charlène Wittstock a perpétué la tradition le jour de son mariage en déposant à son tour son bouquet de fleurs dans la chapelle pour remercier la sainte martyre,.
Annuellement, le 26 janvier, les membres de la famille princière lancent les festivités de la Sainte-Dévote célébrée le 27 janvier sur le Rocher en embrasant une reproduction de la barque de la sainte.

## Galerie

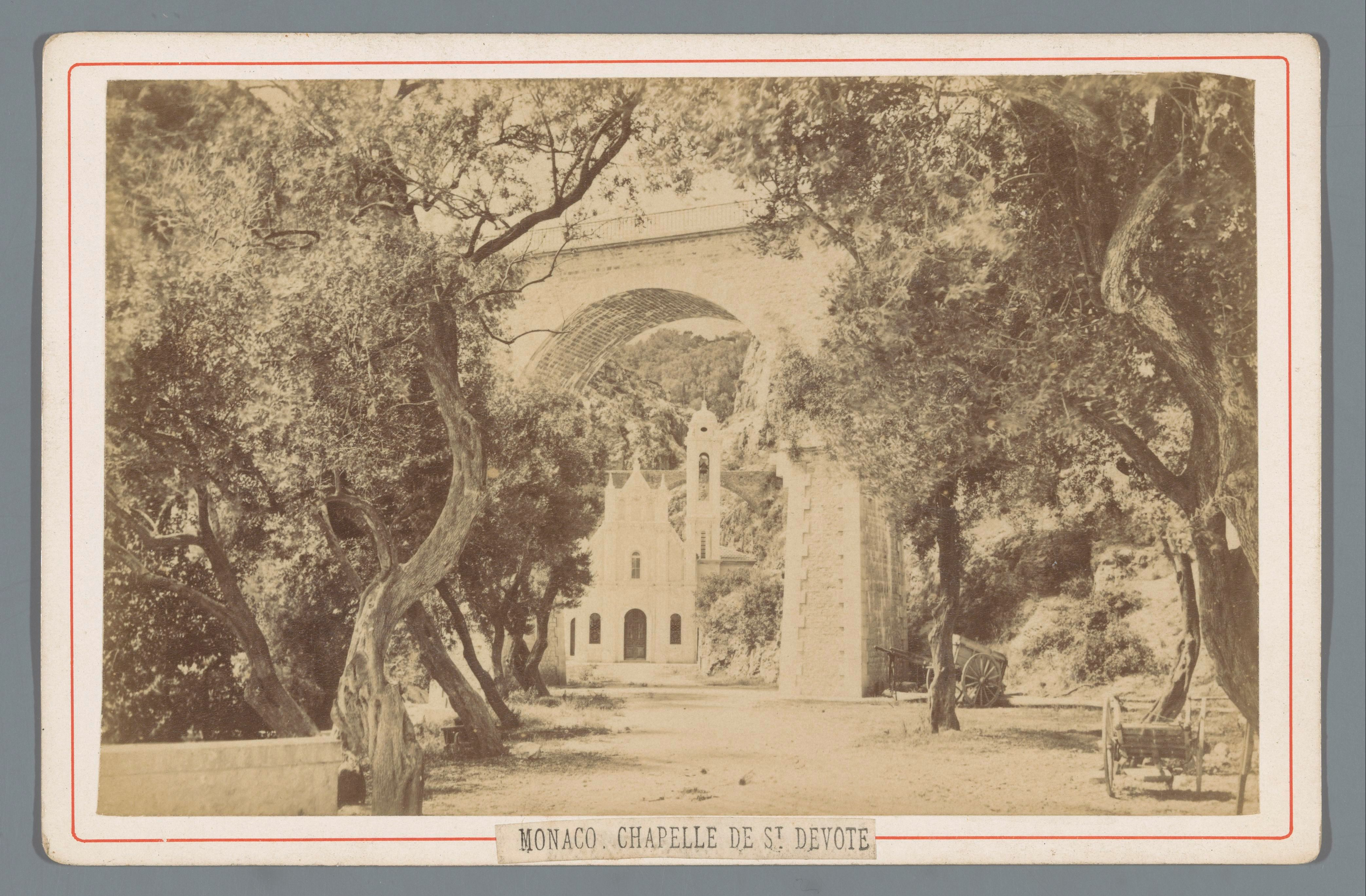
Le parc devant l'église, circa 1870-1900.
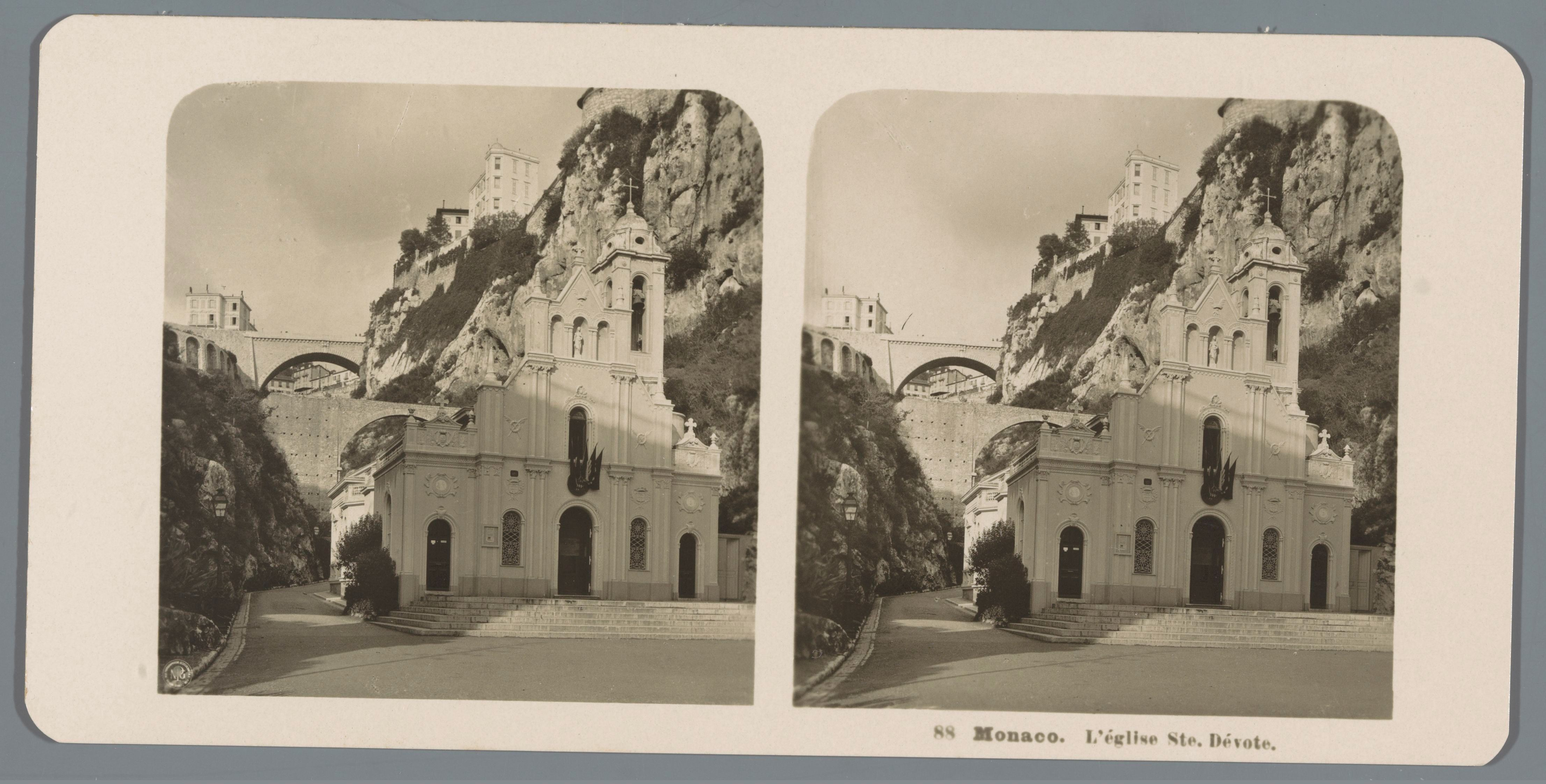
Façade de l'église, circa 1900-1910.
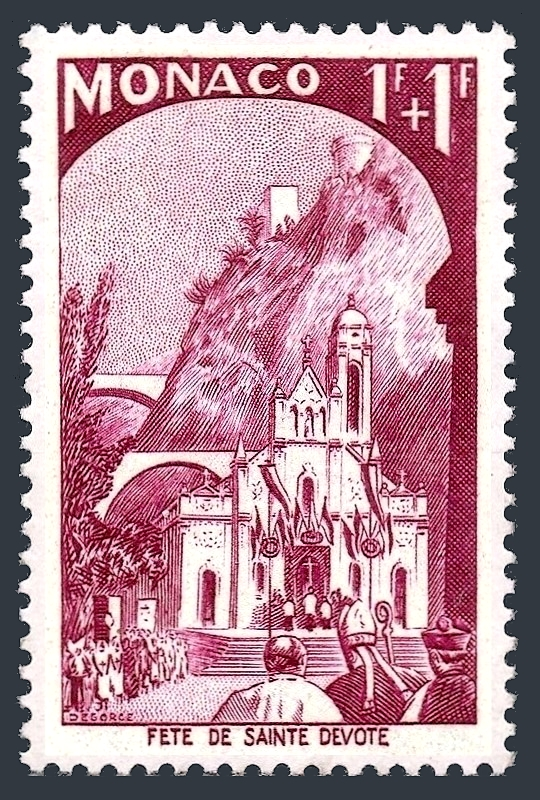
Fête de Sainte-Dévote, 1944, 1f + 1f, Georges Léo Degorce.
Logo de la Paroisse Sainte-Dévote.